# Saintes (Charente-Maritime)
Saintes (uitspraak: [sɛ̃t]) is een gemeente in het departement Charente-Maritime in de regio Nouvelle-Aquitaine.  De stad telde 25.312 inwoners op 1 januari 2022. Het is de prefectuur van het arrondissement Saintes.
De plaats is meer dan tweeduizend jaar geleden gesticht door de Romeinen aan de rivier de Charente. Zij noemden de plaats Mediolanum Santonum naar de Gallische stam der Santonen die in die tijd de streek Saintonge bevolkten.

## Geografie
Saintes ligt in het departement Charente-Maritime in een bocht van de rivier Charente tussen La Rochelle en Bordeaux aan de snelweg A10.
De oppervlakte van Saintes bedroeg op 1 januari 2022 45,55 vierkante kilometer; de bevolkingsdichtheid was toen 555,7 inwoners per km².
De onderstaande kaart toont de ligging van Saintes met de belangrijkste infrastructuur en aangrenzende gemeenten.

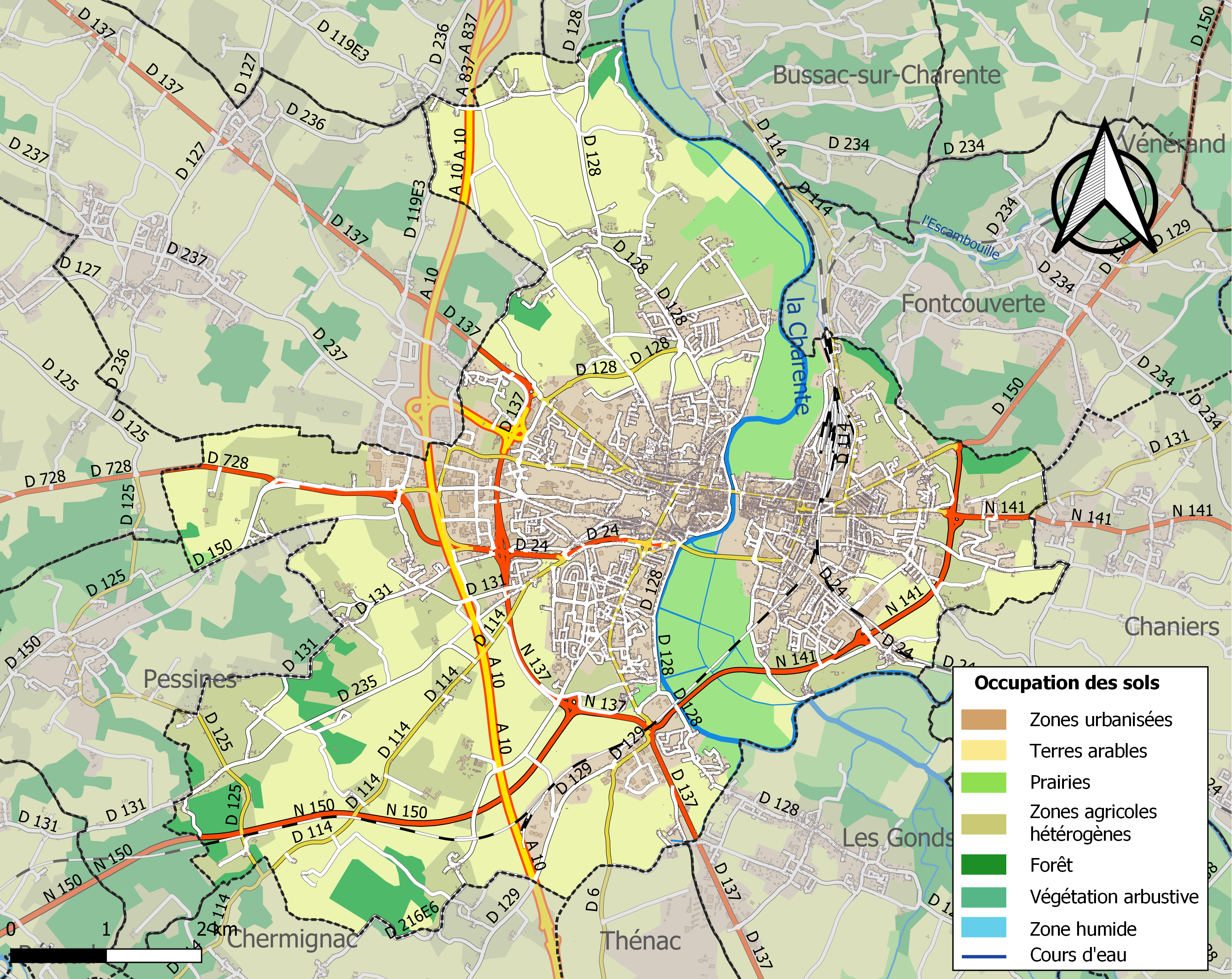

### Wijken
Saintes maakt deel uit van de Gemeenschap van Gemeentes van het Pays Santon, waarin 19 gemeentes samenwerken. De stad is onderverdeeld in tien administratieve delen: La Fenêtre, Recouvrance, Les Tourneurs, Les Boiffiers, Saint-Vivien, Saint-Pierre, Gare-Abbaye, Bellevue, La Récluse et S. De Bouard.

#### Linkeroever
- De wijk Saint-Pierre strekt zich uit van het kalksteenplateau, waar het gouverneurshuis en het ziekenhuis St. Louis staan, tot aan de Charente. Dit is het historische centrum van Saintes: de Romeinen hadden in de late Oudheid een forum op het plateau en een versterkt castrum waaromheen de stad zich ontwikkelde. Tegenwoordig bevinden zich hier het gemeentehuis, de kathedraal Saint-Pierre van Saintes, het Paleis van Justitie en het theater Gallia. De Rue Alsace-Lorraine en meerdere aangrenzende straten vormen een voetgangersgebied, waar samen met de Cours National aan de noordzijde van de wijk, de meeste winkels van de linkeroever zijn gevestigd.
- De wijk Saint-Eutrope ligt ten westen van de wijk Saint-Pierre. De wijk wordt gedomineerd door de basiliek Saint-Eutrope. De hoofdstraat van de wijk is de Cours Reverseaux, tussen de Vallon des Arènes met zijn huizen op de helling en zijn antieke amfitheater in het westen, en een andere vallei die naar de Charente in het oosten gericht is. Tussen de twee valleien ligt de buitenwijk Berthonnière.
- De wijk Saint-Vivien ligt ten noorden van de Cours National op de oevers van de Charente. Deze oude buitenwijk heeft zich ontwikkeld rondom oudchristelijke basilieken.
- De wijk Bellevue ligt op een plateau ten zuiden van het centrum. Hier bevindt zich veel hoogbouw, voornamelijk gebouwd in de 20e eeuw.
- De wijk Recouvrance omvat het seminarie, het kasteel van Recouvrance en het stadion Yvon Chevalier.

#### Rechteroever
- De wijk Saint-Pallais is vooral bekend om zijn vrouwenabdij Abbaye aux Dames en de Boog van Germanicus. Men vindt er ook het gemeentepark met mooie collecties bomen en bloemen, enige dieren en speeltuintjes voor de kinderen. De hoofdweg is de Avenue Gambetta, die in het verlengde ligt van de Cours National en de Pont Palissy. Verder naar het oosten liggen de nationale stoeterij en het spoorwegstation.

## Geschiedenis

### Oudheid

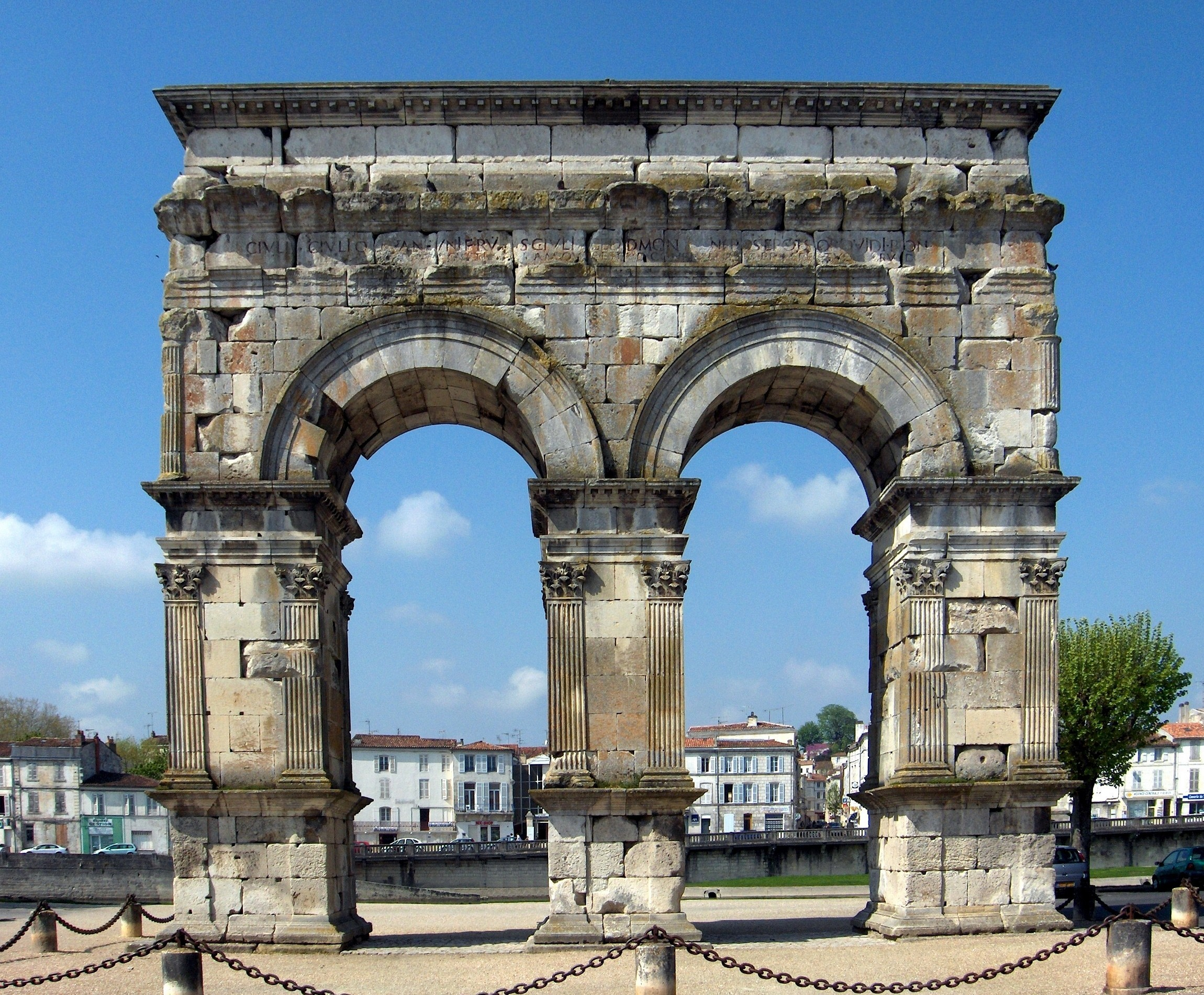
De Boog van Germanicus (19 na Chr.) op de rechteroever van de Charente, overblijfsel van het oude Mediolanum Santonum

Voorafgaand aan de Romeinse verovering woonde de Keltische stam der Santonen in de streek bij de rivier de Charente. De streek Saintonge en de stad Saintes zijn naar dit volk genoemd. Men weet niet of Saintes al bestond als Keltische plaats, maar de Romeinen ontwikkelden Mediolanum Santonum onder keizer Augustus vanaf 20 v.Chr. Gelegen aan de Via Agrippa, de belangrijke weg uit Lugdunum (Lyon), speelde de stad al vroeg een belangrijke rol en ze werd in de 1e eeuw na Chr. de hoofdstad van de civitas santonum (stad der Santonen, Romeinse administratieve onderverdeling) en van de provincie Gallia Aquitania. Men schat dat de stad toen ruim 15.000 inwoners telde en dat de stadsgrenzen overeenkwamen met de huidige stadsgrenzen. Die functie ging in de 2e eeuw over naar Poitiers, daarna in de 3e eeuw naar Bordeaux, en Saintes ging vanaf het begin van de 2e eeuw achteruit.
Als hoofdstad van de grootste provincie van Gallia is Saintes begiftigd met een groot aantal monumenten: een amfitheater, een stadspoort, de Boog van Germanicus, die op de toenmalige brug over de Charente stond, de thermen van Saint-Saloine en een Romeins aquaduct.
Na een periode van achteruitgang bouwde men in de 3e eeuw stadsmuren en sloot de stad zich op binnen de wijk Saint-Pierre. Voor de bouw van de stadsmuur werd materialen gebruikt van het oude Romeinse forum en van de andere gebouwen uit de oudheid. Volgens een legende zou de stad al vroeg gekerstend zijn door Eutropius van Saintes, een bisschop en martelaar, maar uit onderzoek blijkt dat de kerstening veeleer pas begonnen is in de 4e of 5e eeuw. Saintes werd een belangrijk bisdom.

### Middeleeuwen

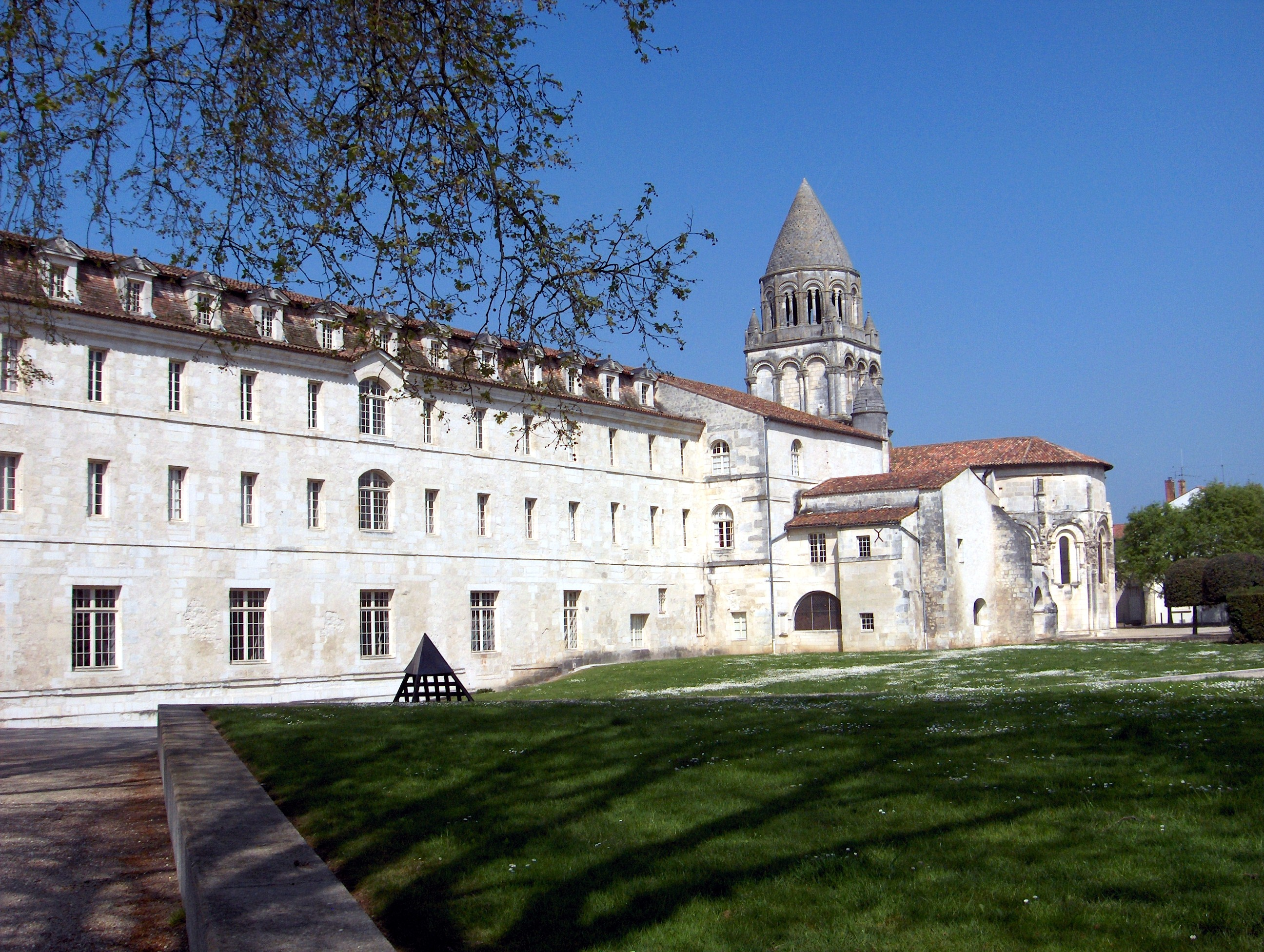
Abbaye aux Dames, de vrouwenadij van Saintes

Diverse oorlogen en invallen verhinderden de groei van Saintes en er is weinig bekend over de geschiedenis van de stad tijdens de vroege middeleeuwen. De stad werd toen bestuurd door bisschoppen zoals Sint-Vivianus, Sint-Trojanus en Sint-Palladius. Die laatste zou in de 6e eeuw een kathedraal hebben laten bouwen.
In 494-96 leidde Clovis een expeditie naar Saintes, dat destijds tot het gebied van de Wisigoten behoorde. Na de Slag bij Vouillé (507) was de stad Frankisch, maar ze werd gewoonlijk gerekend tot het zuidelijke koninkrijk Aquitanië. In 732 werd de stad door Abdul Rahman Al Ghafiqi in de as gelegd en aan zijn stelselmatige plunderingen werd pas door Karel Martel een eind gemaakt. Enkele jaren later, in 778, werd Saintes opgenomen in een nieuw koninkrijk dat door Karel de Grote werd gesticht voor zijn zoon Lodewijk de Vrome. In 844 vond er een inval door de Noormannen plaats; de stad werd in 845 en in 848 ingenomen en verwoest. Na 864 was er geen bisschop meer. In 866 werd graaf Landri gedood. Er kwam geen nieuwe graaf voor hem in de plaats waardoor de politieke macht van Saintes verzwakte. De invallers vestigden een basis in Taillebourg, zodat zij de hele omgeving konden plunderen.
In 1271 werd de stad in tweeën gedeeld. De linkeroever behoorde nu aan de koning van Engeland, en de buitenwijk Saint-Pallais aan de Fransen. Deze tweedeling duurde tot 1360, toen de Engelsen de hele stad innamen. In 1372 veroverde Du Guesclin de stad en vanaf 1404 was de gehele stad weer Frans. De 15e eeuw was tamelijk rustig.

### Van de 16e eeuw tot heden
De Godsdienstoorlogen beïnvloedden Saintes de hele volgende eeuw. Saintes kende veel protestanten, onder wie Bernard Palissy. Na de uitvaardiging van het Edict van Nantes brak een nieuwe rustige tijd aan.
In 1730 werd op de plek van een stadsmuur op de kade het Herenhuis van de Marquis de Monconseil gebouwd. Dit luidde een nieuwe bloeitijd voor de stad in. Zo kreeg Saintes eind 18e eeuw een moderne stadsinrichting dankzij Guéau de Reverseaux, die een nieuw rioolstelsel en brede rondwegen liet aanleggen. De werkzaamheden werden onderbroken door de Franse Revolutie en werden pas in 1815 hervat met de aanleg van de Cours National. In 1801 verloor Saintes zijn bisschopszetel die verhuisde naar La Rochelle. In 1810 verloor Saintes zijn prefectuur aan La Rochelle, maar Saintes behield het gerechtshof en in 1863 werd tegenover het theater een nieuw Paleis van Justitie gebouwd.

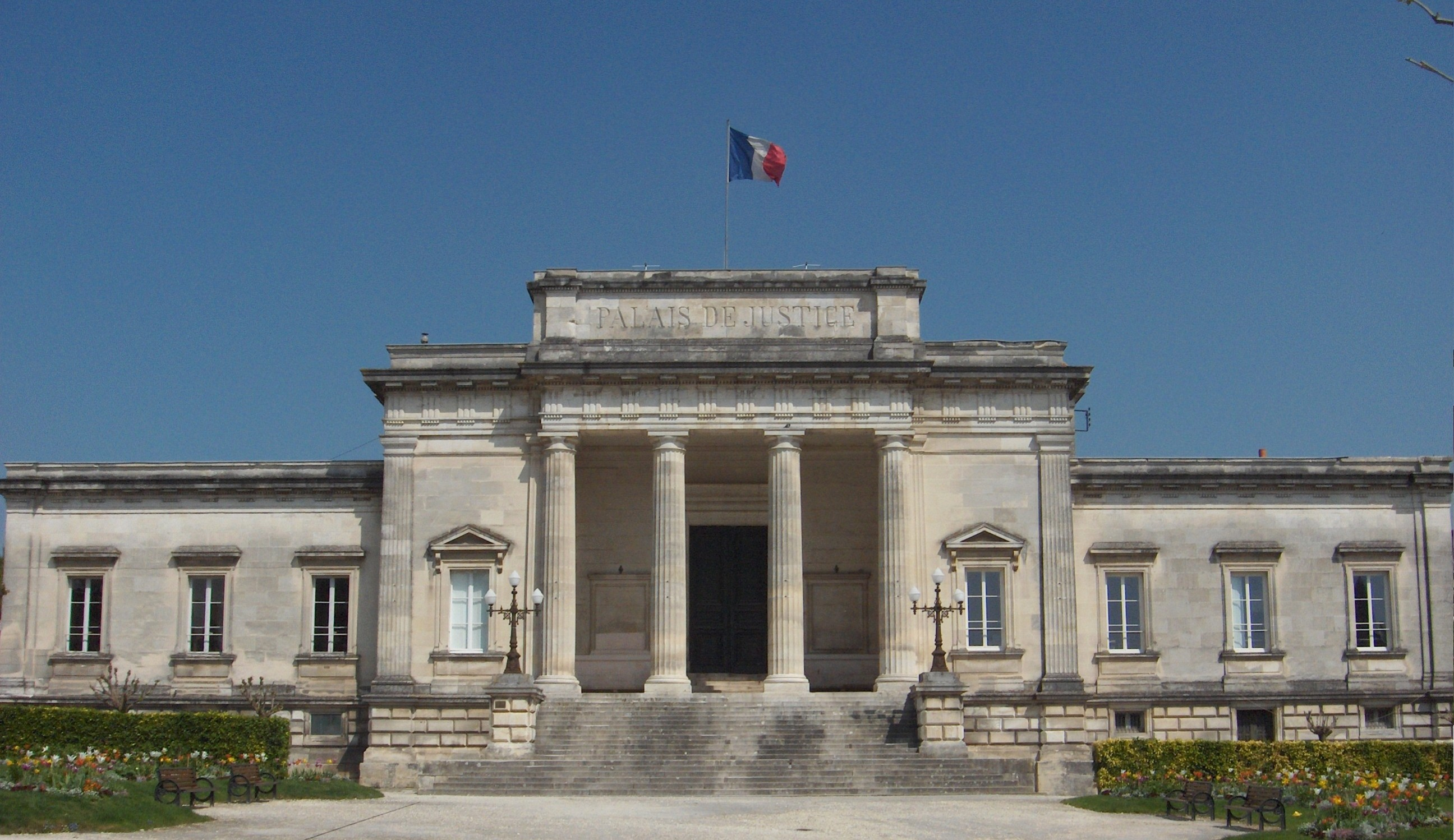
Paleis van Justitie aan de Cours National (1863)

In 1843 wist Prosper Mérimée de Boog van Germanicus te redden, maar de oude brug werd gesloopt en vervangen door de huidige brug. In 1846 werd de Nationale Stoeterij gesticht en dit had tot gevolg dat de stad zich naar het oosten uitbreidde. Tot dan toe stond op de rechteroever slechts een kleine buitenwijk aan de voet van de Abbaye aux Dames.
In 1867 kreeg Saintes een spoorverbinding. De bouw van fabrieken gaf een extra impuls aan het stadsdeel op de rechteroever en er werd een nieuwe weg aangelegd naar het station. In de 20e eeuw ging de stadsontwikkeling gestaag verder, met een onderbreking tijdens de Tweede Wereldoorlog, toen de wijk van het station door bombardementen werd vernield. De tweede helft van de 20e eeuw werd gekenmerkt door stadsuitbreidingen, met name de nieuwbouwwijk Bellevue in het zuiden.
Het huidige grote stadsproject is een nieuw ziekenhuis in 2007. Er wordt nagedacht over de nieuwe bestemming voor het oude ziekenhuisterrein; maar eerst zullen daar nog niet eerder uitgevoerde archeologische opgravingen gedaan worden.

## Demografie
| 1821   | 1831   | 1836   | 1841   | 1846   | 1851   | 1856   | 1861   |
| ------ | ------ | ------ | ------ | ------ | ------ | ------ | ------ |
| 10.274 | 10.437 | 9.559  | 9.994  | 11.363 | 11.569 | 11.927 | 10.962 |
| 1866   | 1872   | 1876   | 1881   | 1886   | 1891   | 1896   | 1901   |
| 11.570 | 12.437 | 13.725 | 15.763 | 17.327 | 18.461 | 20.285 | 18.219 |
| 1906   | 1911   | 1921   | 1926   | 1931   | 1936   | 1945   | 1954   |
| 19.025 | 20.802 | 19.152 | 20.468 | 20.592 | 21.160 | 23.441 | 23.768 |
| 1962   | 1968   | 1975   | 1982   | 1990   | 1999   | 2006   | 2008   |
| 25.717 | 26.507 | 26.891 | 25.471 | 25.874 | 25.595 | 26.531 | 26.471 |

## Monumenten en musea

### Oudheid
- Boog van Germanicus, 18 of 19 na Chr.
- Amfitheater van Saintes, ca. 40 na Chr. 126 × 102 m², voor ca. 15 000 bezoekers.
- Resten van de Romeinse thermen van Saint-Saloine, 2e helft van de 1e eeuw na Chr.
- Resten van de stadswallen uit de 3e eeuw.
- Gallo-Romeins aquaduct van Saintes.
- Archeologisch museum.

### Middeleeuwen
- Abbaye aux Dames, Vrouwenabdij, 12e eeuw, met kloostergebouwen 17e eeuw.
- Basiliek Saint-Eutrope, 11e eeuw.
- Kathedraal Saint-Pierre, begin bouw 12e eeuw, einde bouw 17e eeuw.

### Moderne tijd
- Musée du Présidial, kunst en keramiek.
- Musée de l'Échevinage, porselein en schilderijen, ook tijdelijke exposities.
- Musée Dupuy-Mestreau, regionale kunst.

### Afbeeldingen

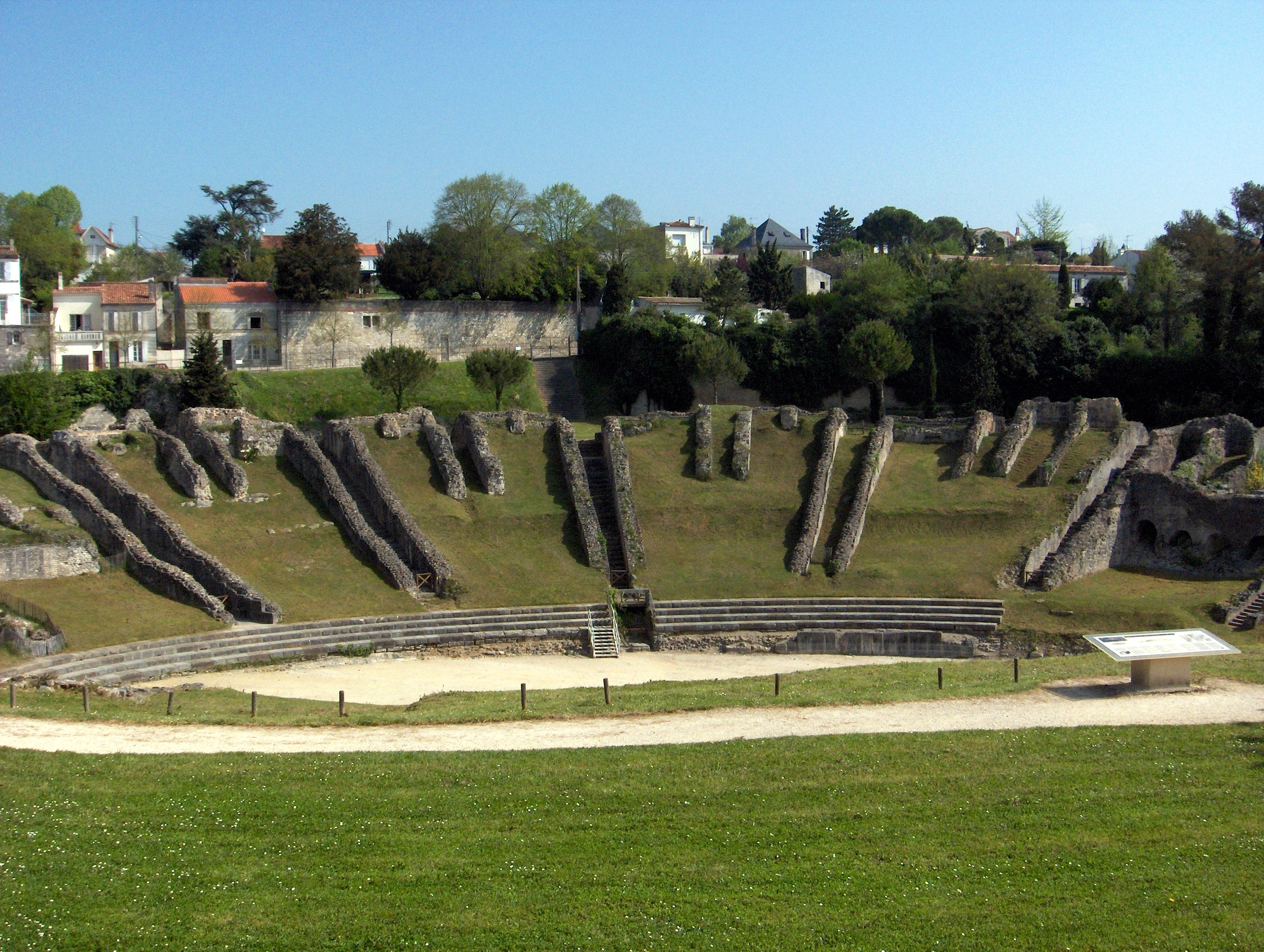
Amfitheater
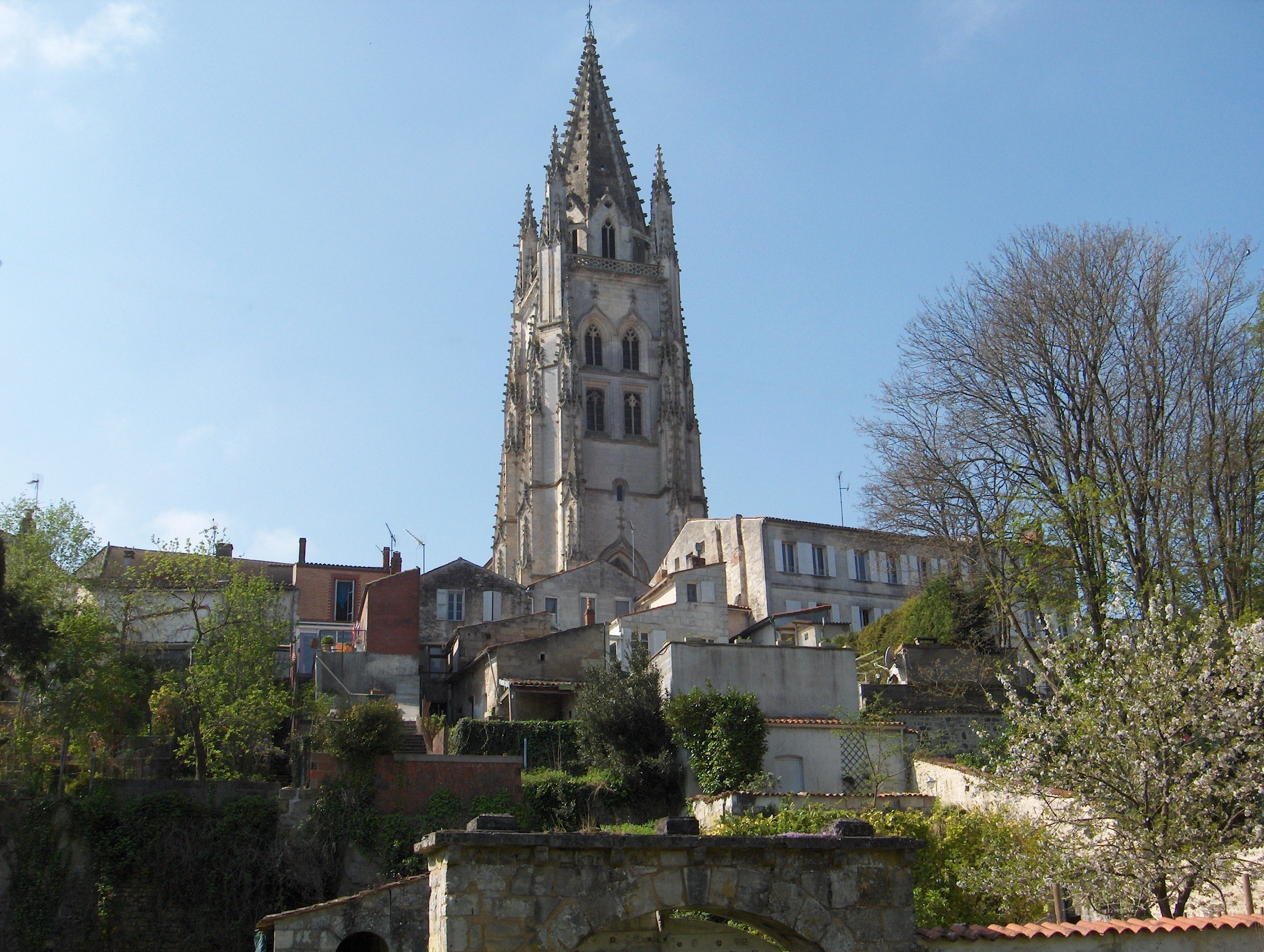
De basiliek Saint-Eutrope gezien van af de Cours Reverseaux
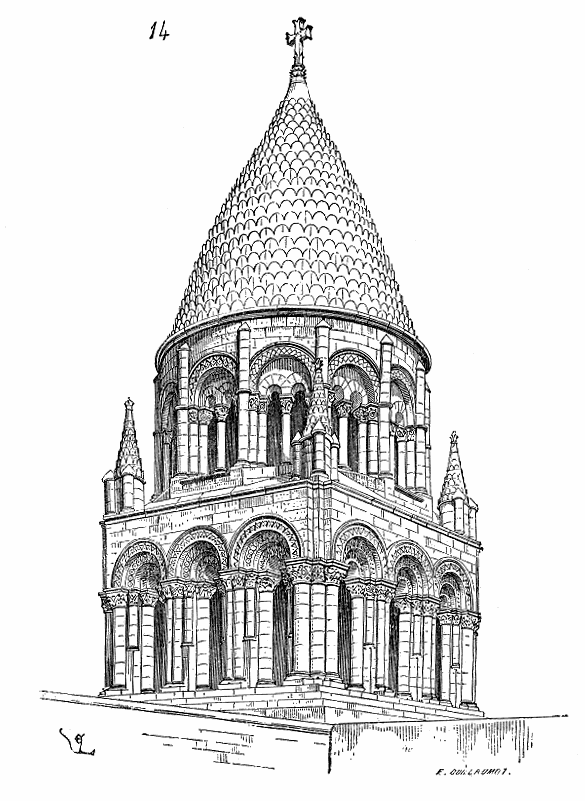
Toren van de Abbaye aux Dames
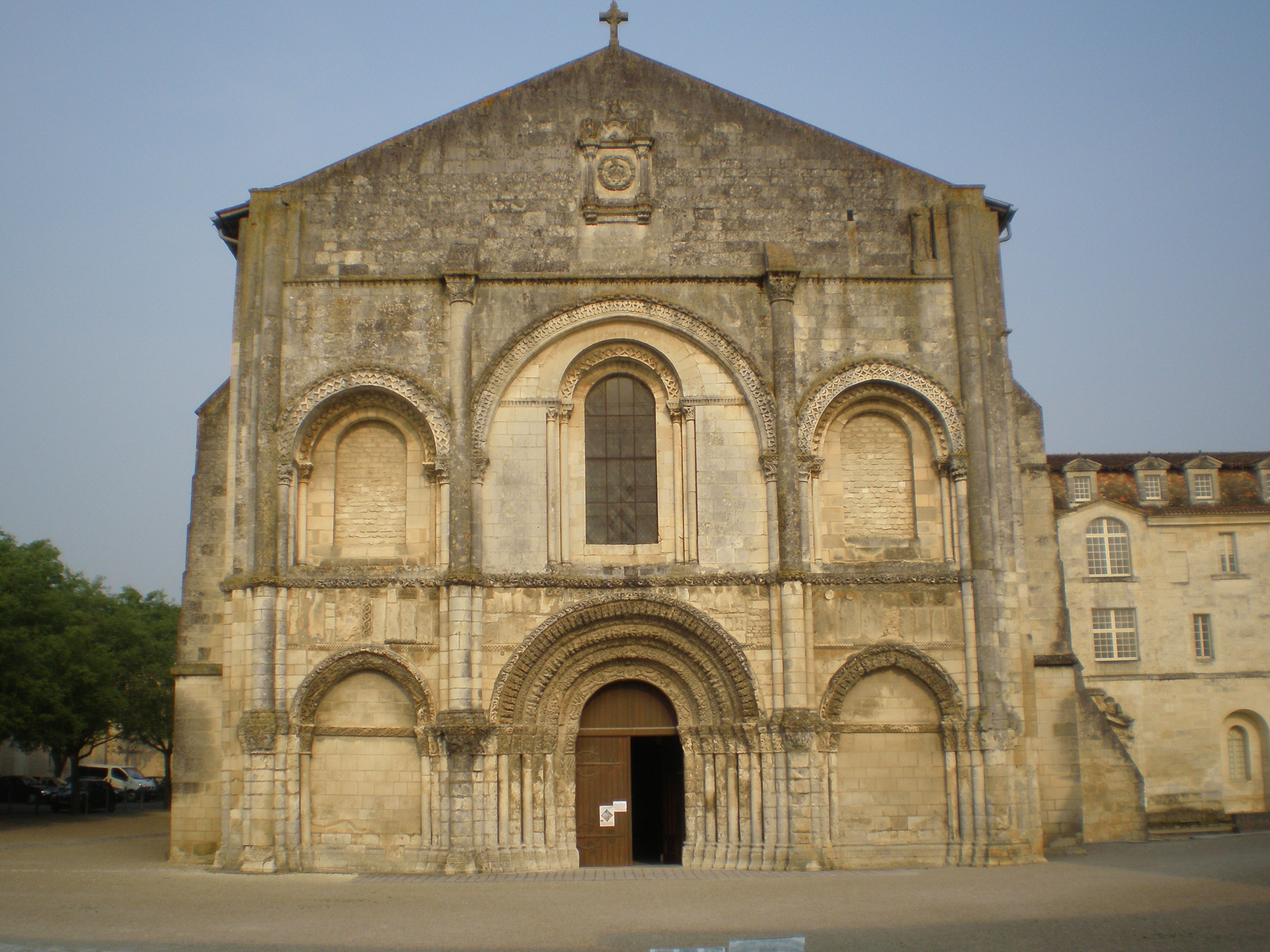
Gevel van de abdijkerk
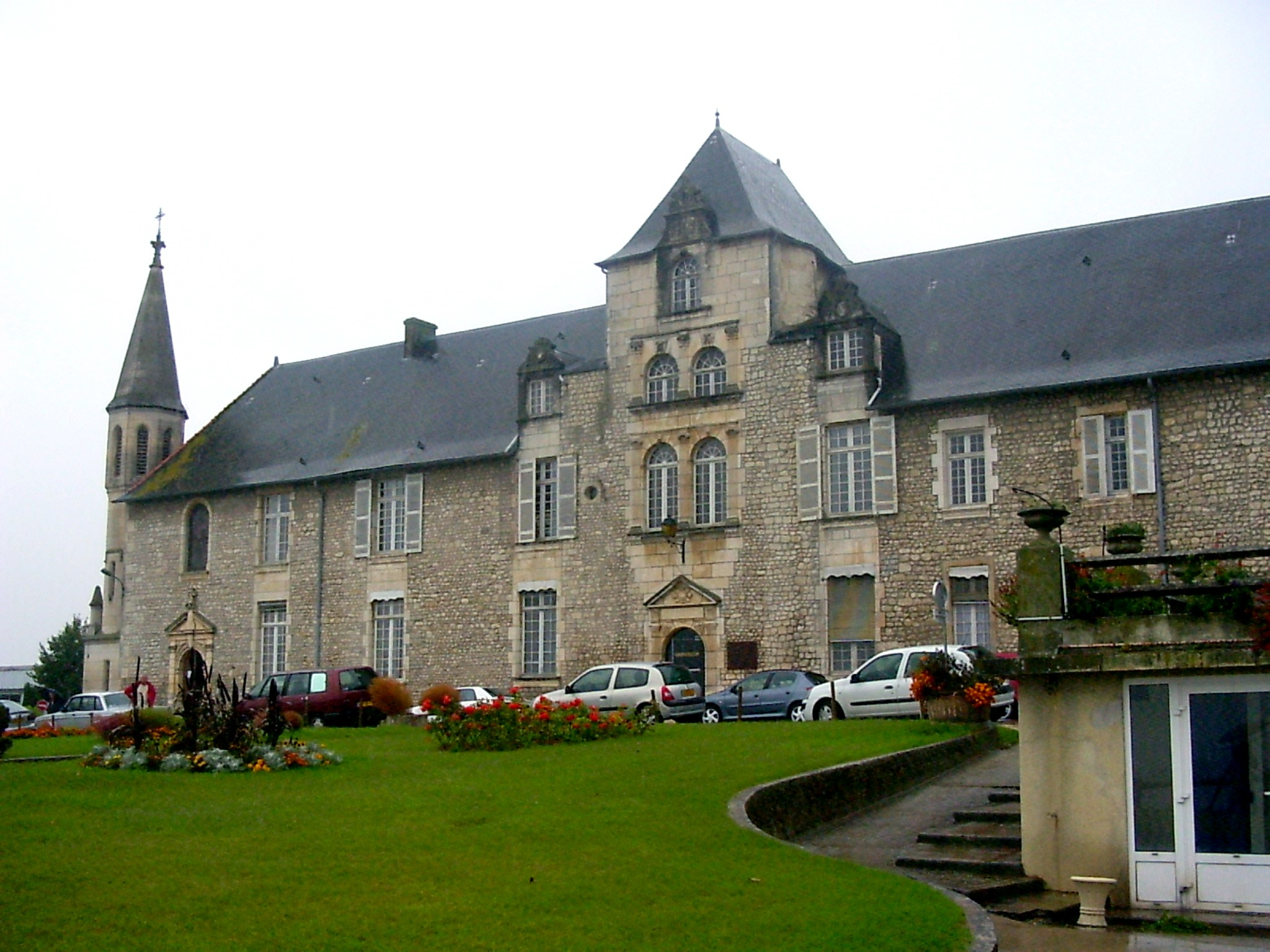
Logis du Gouverneur
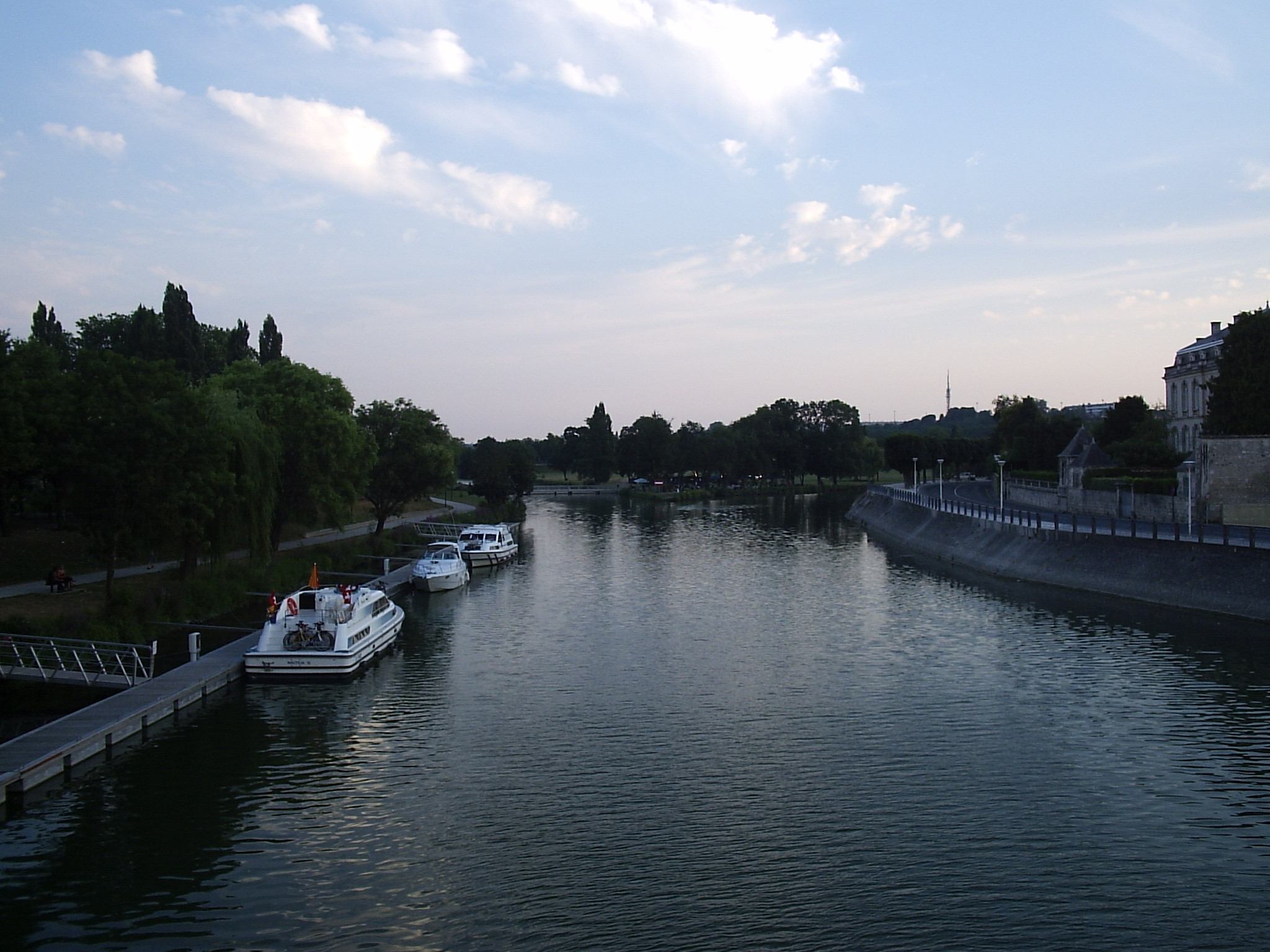
De Charente
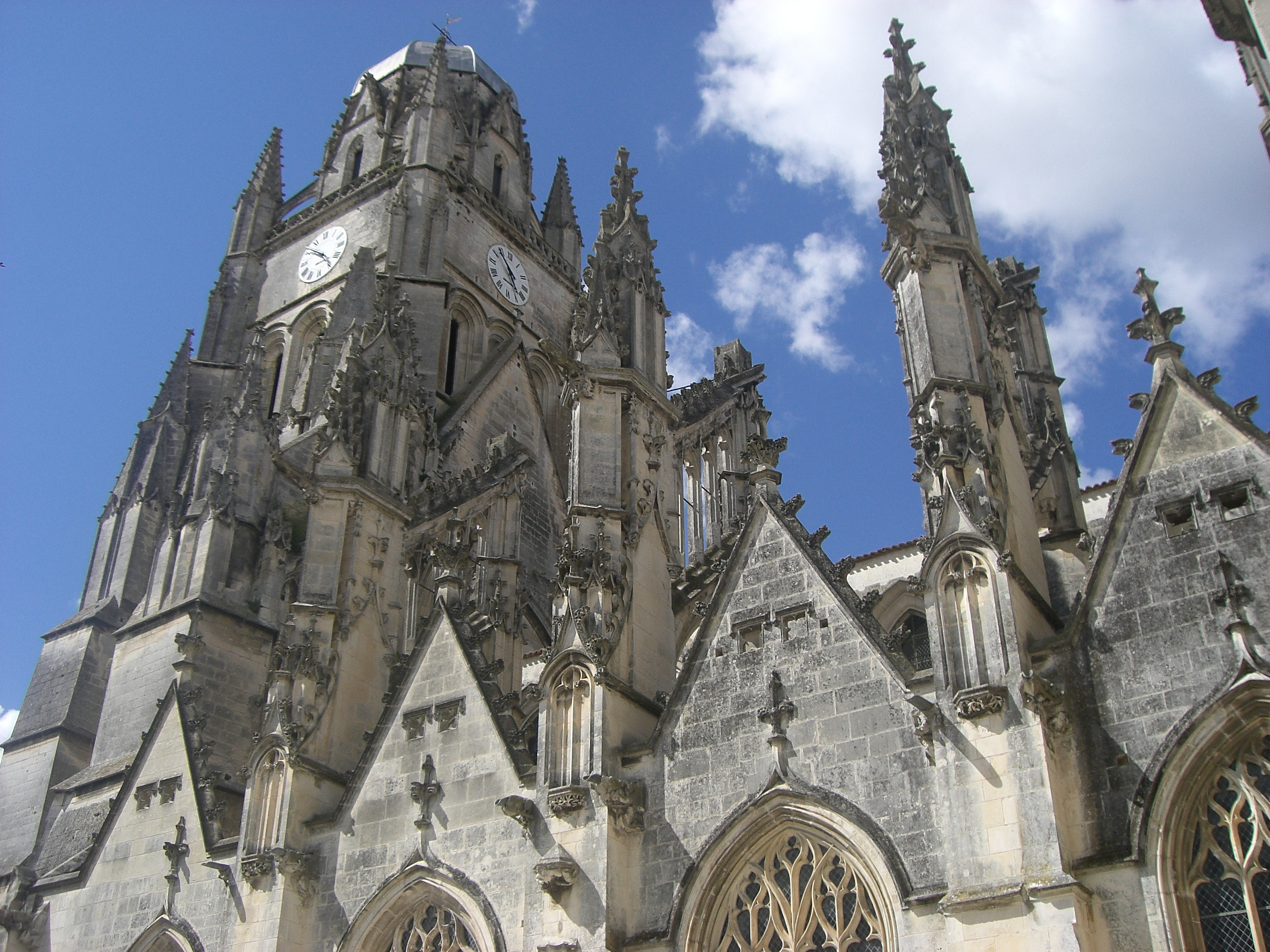
Kathedraal Saint-Pierre
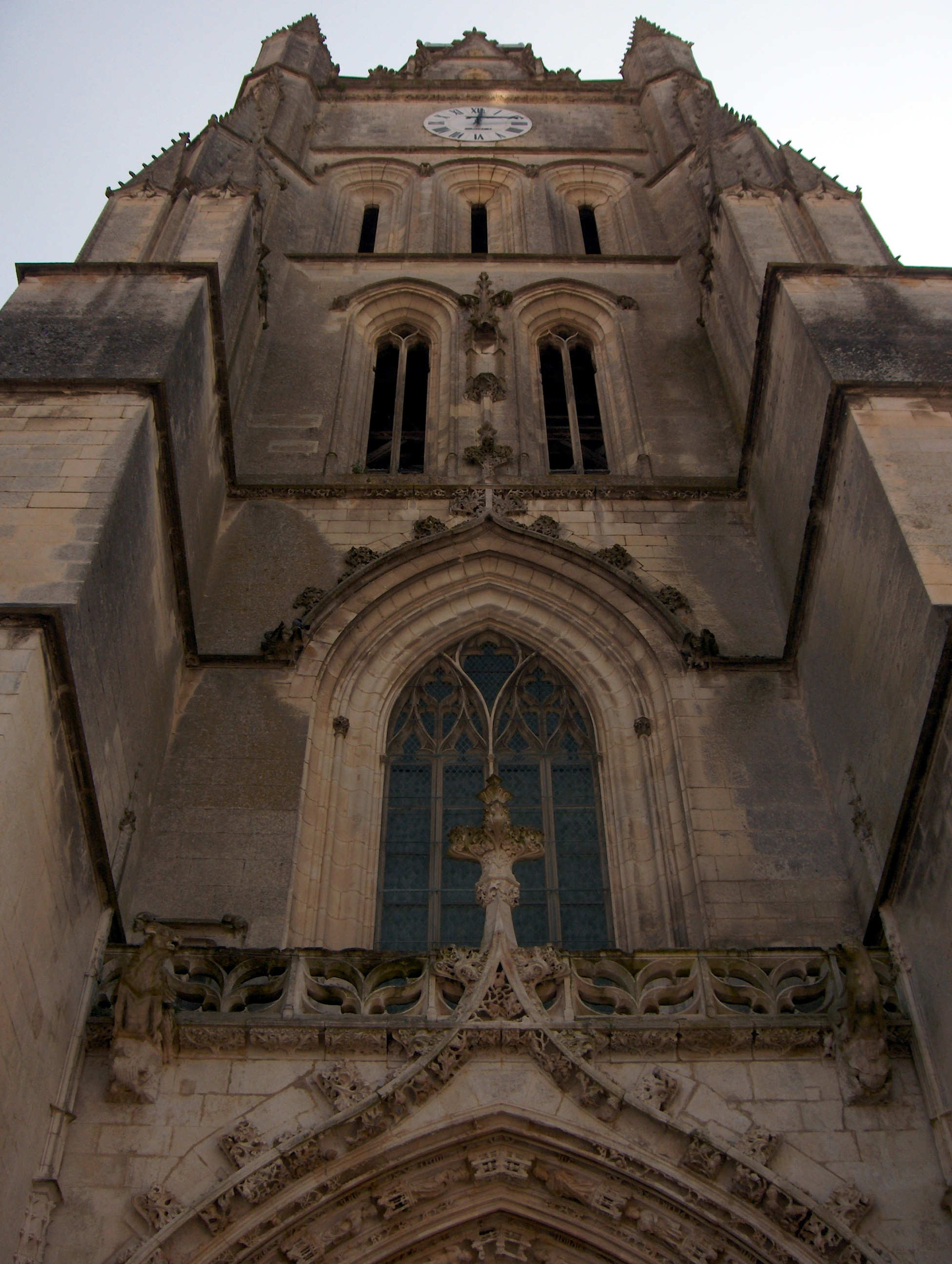
Gevel van de kathedraal Saint-Pierre

## Verkeer en vervoer
In de gemeente ligt spoorwegstation Saintes.

## Geboren
- Joseph Ignace Guillotin (1738-1814), arts, politicus en uitvinder van de guillotine
- Gabriel Richard (1767-1832), missionaris in de Verenigde Staten
- Dominique Rocheteau (1955), voetballer

## Stedenbanden
Saintes heeft stedenbanden met zeven steden verspreid over de hele wereld:
- Cuevas del Almanzora (Spanje)
- Nijvel (België)
- Salisbury (Verenigd Koninkrijk), sinds 1990
- Timboektoe (Mali)
- Vladimir (Rusland)
- West University Place, Texas (Verenigde Staten)
- Xanten (Duitsland), sinds 2002